# Andrae Patterson
Pour les articles homonymes, voir Patterson.
Andrae Patterson, né le 12 novembre 1975 à Riverside en Californie, est un joueur et entraîneur américain de basket-ball. Il évolue au poste d'ailier fort.

## Palmarès
- Coupe de Croatie 2006